# Anna Walter
Anna Walter, pseudonimo di Anna Cannio (Napoli, 1929 – Napoli, 23 marzo 2014), è stata un'attrice italiana.

## Biografia
Figlia di Enrico Cannio e di Raffaella Balzano debutta in teatro a 6 anni, grazie ad Amedeo Girard. Successivamente lavorerà in spettacoli di rivista.
Molto più tardi, tra il 1963 e il 1964, lavorerà con Eduardo De Filippo in diverse commedie a cui parteciperà anche suo marito Lino Mattera, scomparso nel 2011.
Negli anni settanta formerà un duo insieme a Rino Marcelli.
Tra il dicembre 1984 e il gennaio 1985 è apparsa su Rai 3 assieme a Carlo Taranto e Nino Taranto in varie commedie di avanspettacolo, nella trasmissione Taranto Story.
Poco dopo si ritirerà a vita privata; ammalata da tempo di Alzheimer, è morta il 23 marzo 2014 nella clinica dove era ricoverata.

## Filmografia parziale
- I guappi, regia di Pasquale Squitieri (1974)
- Napoli si ribella, regia di Michele Massimo Tarantini (1977)
- Il mammasantissima, regia di Alfonso Brescia (1979)
- La pelle, regia di Liliana Cavani (1981)
- I figli... so' pezzi 'e core, regia di Alfonso Brescia (1982)
- Blues metropolitano, regia di Salvatore Piscicelli (1985)